# Tony Popović
Anthony "Tony" Popović (Sydney, 4 juli 1973) is een Australisch voormalig profvoetballer en huidig voetbaltrainer van Kroatische afkomst.

## Clubcarrière
Popović speelde in eigen land tot 1997 voor Sydney Croatia (vanaf 1993 Sydney United genoemd). Vervolgens was hij van 1997 tot 2001 actief voor Sanfrecce Hiroshima in de J-League. Popović stond van 2001 tot 2006 onder contract bij Crystal Palace FC, waar de verdediger uiteindelijk aanvoerder werd. In 2006 ging hij voor Al-Arabi uit Qatar spelen. In 2007 keerde Popović terug naar Australië waar Sydney FC zijn nieuwe club werd. De verdediger werd door coach Branko Čulina benoemd tot aanvoerder.

## Interlandcarrière
Popović nam met Australië deel aan de Olympische Spelen 1992 van Barcelona. Tussen 1995 en 2006 speelde hij 58 interlands voor het Australisch nationaal elftal, waarin Popović acht doelpunten maakte. Hij behoorde tot de Australische selectie voor de Confederations Cup 2001 en het WK 2006. Popović speelde op het WK alleen in de wedstrijd tegen Brazilië. In deze wedstrijd liep hij een kuitblessure op waardoor de verdediger de rest van het toernooi niet kon spelen. Op 4 oktober 2006 speelde Popović voor de laatste keer voor de Socceroos in een oefenwedstrijd tegen Paraguay, waarin ook Željko Kalac, Tony Vidmar en Stan Lazaridis hun laatste internationale optreden hadden.

## Erelijst
Als speler
| Competitie      | Winnaar   | Winnaar          | Runner-up | Runner-up | Derde     | Derde     |
| Competitie      | Aantal    | Jaren            | Aantal    | Jaren     | Aantal    | Jaren     |
| Australië       | Australië | Australië        | Australië | Australië | Australië | Australië |
| --------------- | --------- | ---------------- | --------- | --------- | --------- | --------- |
| OFC Nations Cup | 3x        | 1996, 1996, 2000 |           |           |           |           |

Als trainer
| Competitie               |                          |                          |                          |                          |
| Competitie               | Aantal                   | Jaren                    |                          |                          |
| Western Sydney Wanderers | Western Sydney Wanderers | Western Sydney Wanderers | Western Sydney Wanderers | Western Sydney Wanderers |
| ------------------------ | ------------------------ | ------------------------ | ------------------------ | ------------------------ |
| Internationaal           |                          |                          |                          |                          |
| AFC Champions League     | 1x                       | 2014                     |                          |                          |
| Nationaal                |                          |                          |                          |                          |
| A-League                 | 1x                       | 2012/13 (premiers)       |                          |                          |

Individueel als trainer
| A-League Coach of the Year         | 1x | 2012/13 |
| PFA A-League Manager of the Season | 1x | 2012/13 |
| AFC Champions League Winning Coach | 1x | 2014    |
| AFC Coach of the Year              | 1x | 2014    |